# Breakthrough Prize

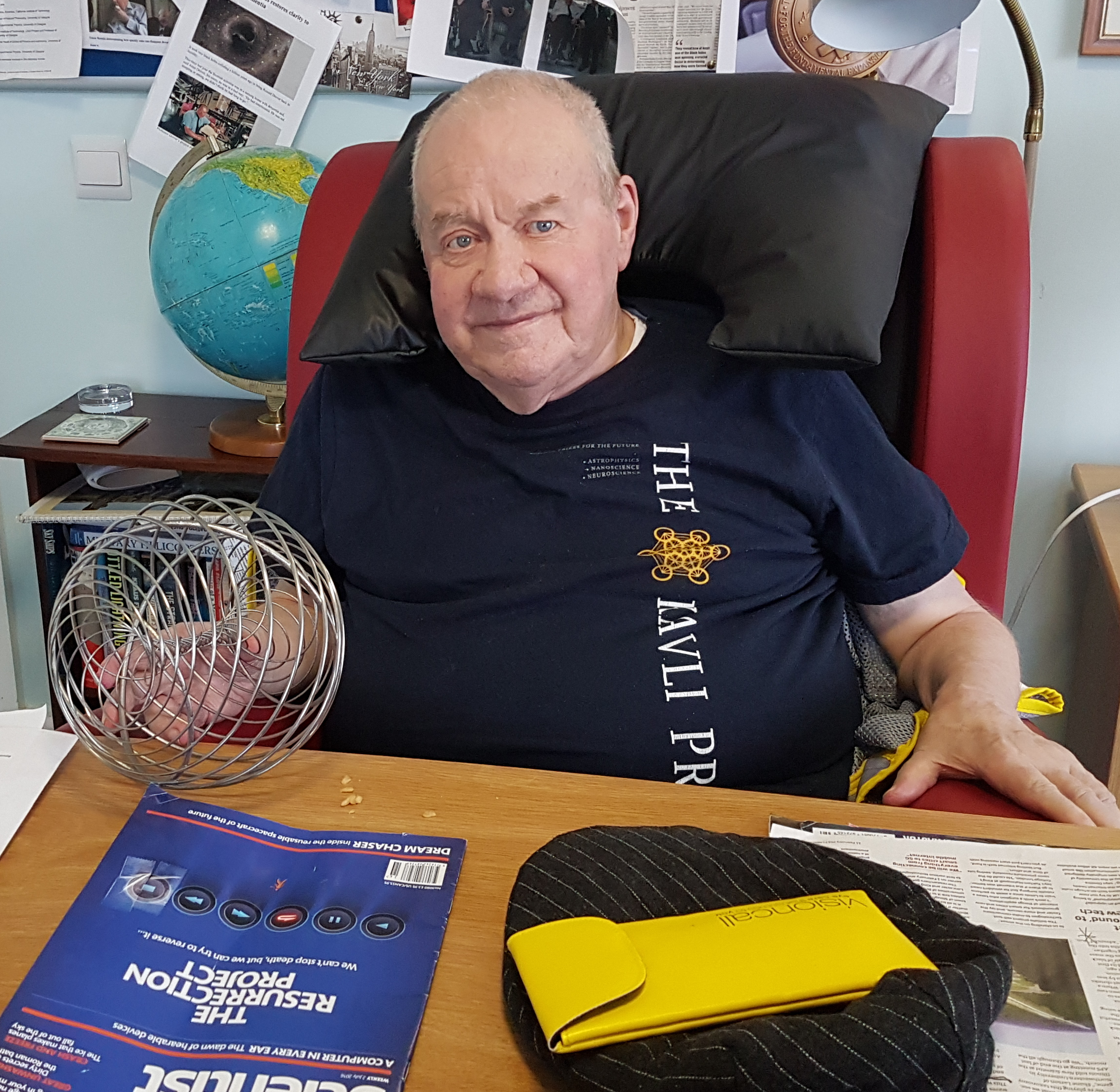
Laureaat Ronald Drever in 2017 met de trofee in de vorm van een toroide ontworpen door Olafur Eliasson

De Breakthrough Prize is een reeks internationale wetenschappelijke prijzen die worden toegekend in drie wetenschapsdomeinen in erkenning van wetenschappelijke progressie. Het gaat om de:
- Breakthrough Prize in Fundamental Physics, uitgereikt sinds 2012
- Breakthrough Prize in Life Sciences, uitgereikt sinds 2013
- Breakthrough Prize in Mathematics, uitgereikt sinds 2015

Het fonds waarmee de prijzen worden gefinancierd werd ingesteld door de Breakthrough Prize Board waartoe de volgende filantropen toetraden: Sergey Brin, Anne Wojcicki, Mark Zuckerberg, Priscilla Chan, Yuri Milner, Julia Milner, Jack Ma en Cathy Zhang. Laureaten voor de prijzen worden middels een publiek online proces geselecteerd door een comité dat sinds de tweede editie bestaat uit laureaten van de prijs.
Laureaten ontvangen samen met de prijs elk een geldsom van drie miljoen Amerikaanse dollar. Laureaten ontvangen tevens een trofee ontworpen door Olafur Eliasson.